# Roman Koudelka
Roman Koudelka (Turnov, 9 luglio 1989) è un saltatore con gli sci ceco.

## Biografia
In Coppa del Mondo ha esordito il 24 novembre 2006 a Kuusamo, in Finlandia, giungendo 31º in un'individuale dal trampolino lungo. L'anno seguente ha vinto l'oro ai Mondiali juniores Tarvisio nel trampolino normale.
Ha partecipato ai XXI Giochi olimpici invernali di Vancouver 2010 (12° nel trampolino normale, 23° nel trampolino lungo e 7° nella gara a squadre). Il 9 gennaio 2011 si è aggiudicato il primo podio in Coppa del Mondo piazzandosi al terzo posto a Harrachov nella gara di volo con gli sci. L'atleta può vantare anche un titolo nazionale ceco vinto nel 2010.
Ai XXII Giochi olimpici invernali di Soči 2014 si è classificato 16º nel trampolino normale, 19º nel trampolino lungo e 7º nella gara a squadre. Il 23 novembre 2014 si è aggiudicato la prima vittoria in Coppa del Mondo a Klingenthal e ai successivi Mondiali di Falun 2015 si è classificato 4º nel trampolino normale e 8º sia nel trampolino lungo, sia nella gara a squadre dal trampolino lungo; due anni dopo, ai Mondiali di Lahti 2017, si è classificato 14º nel trampolino normale e 8º nella gara a squadre dal trampolino lungo.
In carriera ha preso parte a quattro edizioni dei Mondiali di volo, ottenendo come miglior risultato il 6º posto ottenuto nelle gare a squadre a Oberstdorf 2008, a Vikersund 2012, a Tauplitz 2016 e nell'individuale a Harrachov 2014; ai XXIII Giochi olimpici invernali di Pyeongchang 2018 si è classificato 25º nel trampolino normale, 25º nel trampolino lungo e 10º nella gara a squadre. L'anno successivo ai Mondiali di Seefeld in Tirol è stato 15º nel trampolino normale, 22º nel trampolino lungo, 8º nella gara a squadre e 9º nella gara a squadre mista; ai XXIV Giochi olimpici invernali di Pechino 2022 si è classificato 18º nel trampolino normale, 41º nel trampolino lungo, 9º nella gara a squadre e 7º nella gara a squadre mista. Ai Mondiali di Planica 2023 è stato 46º nel trampolino normale, 42º nel trampolino lungo e 11º nella gara a squadre mista e a quelli di Trondheim 2025 si è classificato 34º nel trampolino normale, 40º nel trampolino lungo e 13º nella gara a squadre mista.

## Palmarès

### Mondiali juniores
- 1 medaglia:
  - 1 oro (trampolino normale a Tarvisio 2007)

### Coppa del Mondo
- Miglior piazzamento in classifica generale: 7º nel 2015
- 11 podi (tutti individuali):
  - 5 vittorie
  - 2 secondi posti
  - 4 terzi posti

#### Coppa del Mondo - vittorie
| Data             | Località    | Nazione  | Trampolino                 |
| ---------------- | ----------- | -------- | -------------------------- |
| 23 novembre 2014 | Klingenthal | Germania | Vogtland Arena HS140       |
| 7 dicembre 2014  | Lillehammer | Norvegia | Lysgårdsbakken HS138       |
| 21 dicembre 2014 | Engelberg   | Svizzera | Gross-Titlis-Schanze HS137 |
| 25 gennaio 2015  | Sapporo     | Giappone | Ōkurayama HS134            |
| 4 marzo 2016     | Wisła       | Polonia  | Malinka HS134              |

### Campionati cechi
- 1 medaglia[senza fonte]:
  - 1 oro (individuale nel 2010)[senza fonte]